# یواس‌اس شاستا (ای‌ئی-۶)
یواس‌اس شاستا (ای‌ئی-۶) (به انگلیسی: USS Shasta (AE-6)) یک کشتی بود که طول آن 459 ft (140 m) بود. این کشتی در سال ۱۹۴۱ ساخته شد.